# Шишаки (Хорольский район)
Шишаки (укр. Шишаки) — село,
Шишакский сельский совет,
Хорольский район,
Полтавская область,
Украина.
Код КОАТУУ — 5324887001. Население по переписи 2001 года составляло 946 человек.
Является административным центром Шишакского сельского совета, в который, кроме того, входят сёла
Павловка,
Падуси и
Рыбченки.

## Географическое положение
Село Шишаки находится в 6-и км от города Хорол,
в 1-м км от сёл Вергуны и Рыбченки,
примыкает к селу Клепачи.
По селу протекает пересыхающий ручей с запрудами.

## История
Есть на карте 1812 года

## Экономика
- Молочно-товарная ферма.
- «Дружба», сельскохозяйственный ПК.

## Объекты социальной сферы
- Школа.
- Дом культуры.
- Клуб.

## Достопримечательности
- Братская могила советских воинов.